# Dela lika

Creative Commons licenssymbol för dela lika, vilket är en variant av copyleftsymbolen.

Dela lika är ett upphovsrättslicensbegrepp, som ursprungligen användes av Creative Commons-projektet för att beskriva att verk eller licenser som kräver kopior eller anpassningar av arbetet ska släppas under samma eller liknande licens som originalet.
Två Creative Commons-licenser har dela lika-villkoret: Creative Commons Erkännande-Dela lika och Creative Commons Erkännande-Icke kommersiell-Dela lika.
Termen har också använts utanför upphovsrätten för att hänvisa till en liknande plan för patentlicensiering.